# 社会
社會是指內部個體持續互動的群体或生活在同一领土的大型社会团体。生活在同一社會的個體一般受同一政治權威及主流文化期望所約束。它的特徵之一就是具共同文化和制度背景之個體的互動（社会关系）——因此一個特定社會可以說是上述關係及其參與者的總和。
人類社会结构複雜且具高度合作性，他們常把人們分為不同的社会角色，然後以此為基礎分工。社會亦把人類行為或理念分為「可接受」和「不可接受」（社會規範），以此塑造他們的角色和行為。社會成員透過合作來讓個體受益，使他們能達到單靠個人難以達成的目標。
社會可根據技术水平及經濟活動類型分類。擁有大量食物剩餘的大型社會多有明確的社會階層或支配階級。不同社會的性別角色、政體形式、對親屬關係的期望可以存有不少差異。人類行為同樣如是——人類塑造社會，而社會又反過來塑造人類。

## 詞源應用
社會一般是指共同生活在同一有組織性的社群、一個國家或數個類近國家的群體。除此之外也可定義為「與他人共存的狀態」。

### 英文
社會的英語「society」最少可追溯到1513年。它源自公司的法語（當代法語拼法為）。該法語為拉丁文之變體，意指「聯誼、聯盟、協會」。而它又從名詞（同志、朋友、盟友）衍生而來。

### 中文
中文中的社會，在古代是指旧时迎神集会、节日举行的集会，如唐柳棠《答楊尚書》詩：「未向燕臺逢厚禮，幸因社會接餘歡。」、宋孟元老《东京梦华录·秋社》：「八月秋社……市学先生预敛诸生钱作社会。」；還有志趣者结合而成的团体，如《金瓶梅词话》第三八回：「观境内所属州郡，各立社会，行结糶俵糴之法。」
福澤諭吉在1876年（明治9年）的《劝学篇》第17編將「社會」舊詞新義，用作society的半和製漢語譯名。嚴復認為此日本譯名不妥，將社會學譯為「群學」，然而並未推廣開，而最終中文中統一採用「社會」該詞。

## 概念

### 生物學

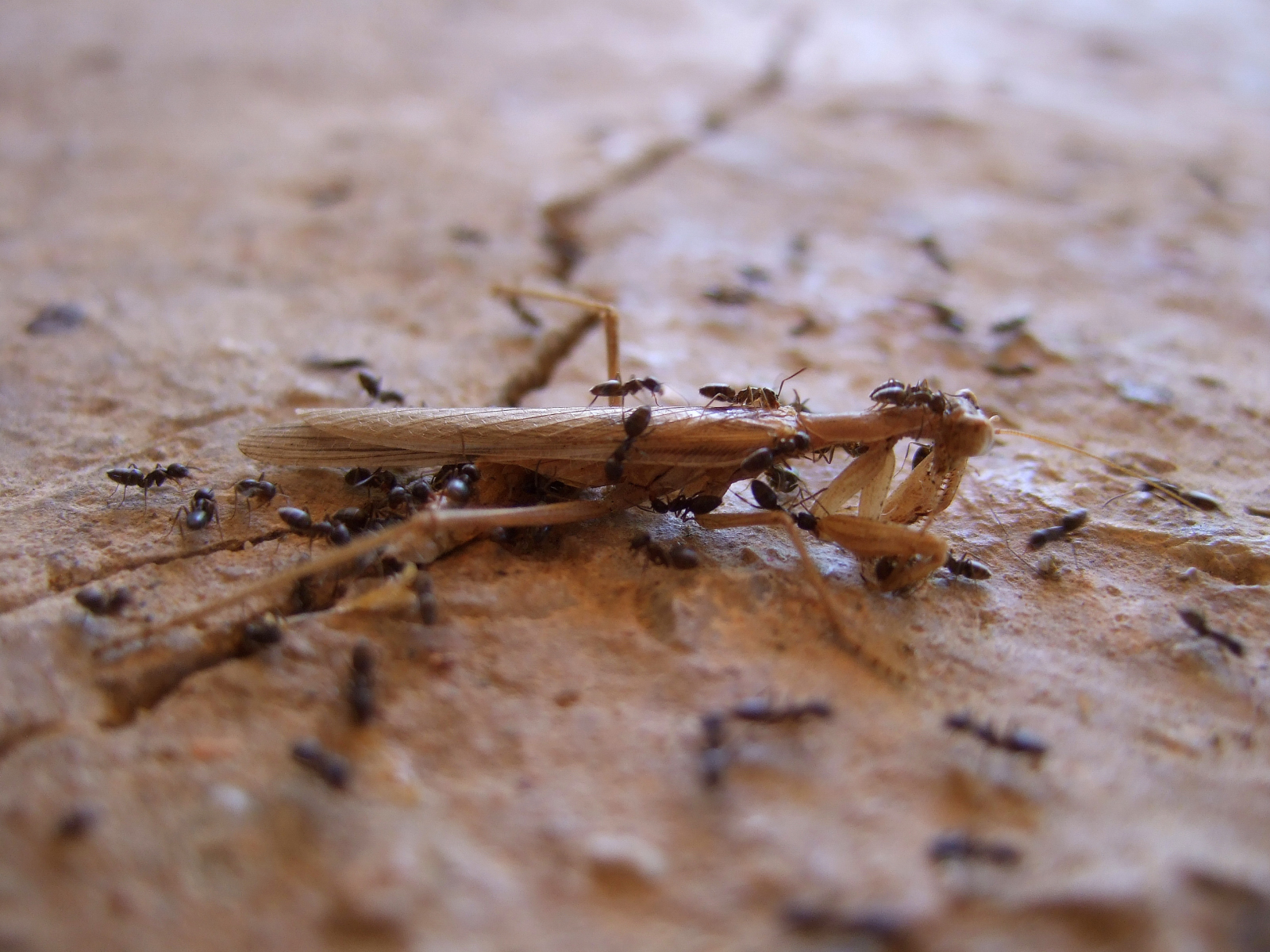
蚂蚁是真社會性昆蟲。牠們能透過團體合作達成單一螞蟻不能達成的目標

人類和他們的近親（倭黑猩猩和黑猩猩）都是高度社會性的動物。這表明人類天生具備社會性，促使社會形成。人類社會具高度合作性，並跟倭黑猩猩和黑猩猩在雄性養育角色、語言運用、分工、建立「巢穴」（多代同堂的居住地、小鎮、城市）的傾向上存在差異。
E. O. 威尔逊等生物學家把人類視為真社會性動物，跟蚂蚁同級，不過此一說法存在爭議。人類可能因為需增加在對他們嚴苛的自然環境中存活的機會，而演化出社會團體生活模式（族群選擇）。

### 社會學
西方社會學主要用三種視角去了解社會：功能主義（又稱结构功能主义）、冲突理论、符號互動論:103-108。
卡尔·马克思認為，人類本質上就是社會性的存在，他們不能在沒有社會合作及聯合的情況下生存及滿足需要。因此，他們從出生開始便傾向社會性，這一傾向之後在社會化過程中得以強化。他表示這一傾向在很大程度上是客觀事實，且人們在生產及再生產的物質生活當中必然會進入生产关系，「不以他們的意志為轉移」。
社會學家马克斯·韦伯則把人們賦予主觀性意義，「考慮他人行為，並以他人為取向產生影響」的行動視為帶有「社會性」。

#### 功能主義
功能主義學派認為，社會的個體就像身體器官一樣，會互相合作，構成涌现行為（有時稱為集體意識）:103-104。例如19世紀的社會學家奥古斯特·孔德和埃米尔·涂尔干相信社會與有機物和無機物在現實上構成不同的層次。因此，要解釋社會現象，則應以該層次為基礎，並把個體視為某一社會角色的短暫佔有人。

#### 衝突理論
衝突理論家的觀點則相反，認為社會中的個體、團體、階級之間的關係是衝突大於合作。马克思為此一學派的代表人物，他相信社會以經濟為基礎，而政府、家庭、宗教、文化則為上层建筑。並表示經濟基礎決定上层建筑，歷史上的社會變遷則由无产阶级和掌管生产资料的資產階級之間的衝突所帶動:104-105。

#### 符號互動論
符號互動論是聚焦於個體及他們跟社會的關係的微觀社會學理論:21、108。以符號互動論為基礎的研究者會研究人類如何以共通語言創造出共同認可的符號和意義，並在此之上透過互動來創造符號世界，影響個體的行為。
自20世紀後半葉開始，理論家開始視社會為建构的:109-110。抱有這一立場的社會學家彼得·柏格形容社會由人類所創造，但這一創造物又反過來創造或塑造人類。

#### 西方以外的視角

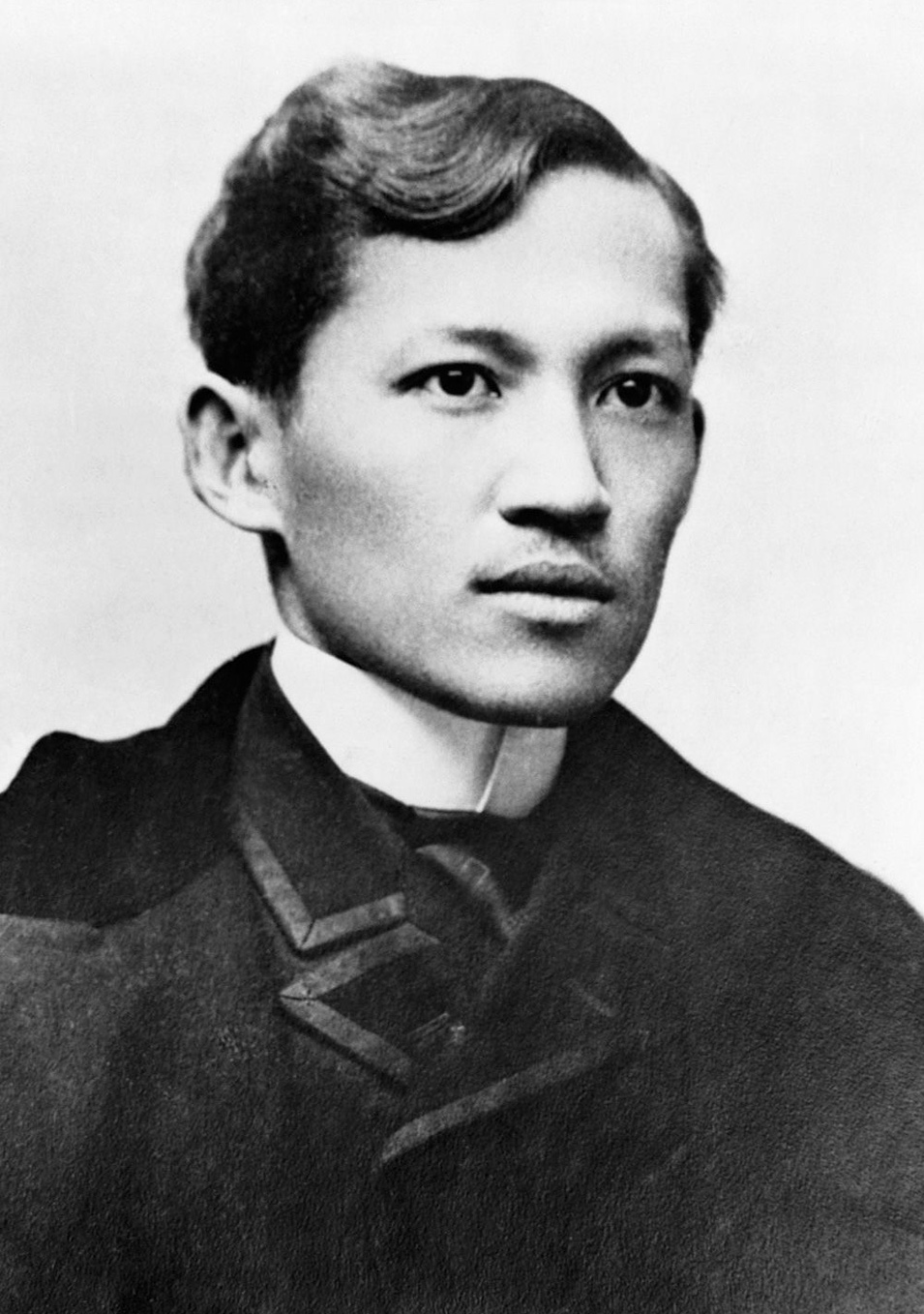
殖民社會理論家黎剎

上述三大視角有時會被批評過於以歐洲為中心。如馬來西亞社會學家賽法立·阿拉塔斯批評西方思想家過份重視現代性的影響，因此同一理論只能有限地套用於非西方社會。他同時舉出伊本·赫勒敦和黎剎作例子，表示西方以外也有思想家以系統性方法研究社會。
14世紀的阿拉伯人赫勒敦認為，社會乃至宇宙的結構本身具有「意義」，它們看起來雖無序，但一切皆有其因。他認為社會結構基本可分為兩種：游牧和定居。游牧生活具高度社會凝聚力（asabijja），他把這一特點歸因於共同的習俗和防禦需求，以及親族之間的關係。對他而言，定居生活則意味著世俗化程度增加、社會凝聚力下降、人們更為渴求奢華。黎剎是曾生活在西班牙殖民時期的菲律宾民族主義者。當時西班牙曾指責菲律宾人懶惰，以此證明他們理應被殖民。黎剎則反指懶惰是殖民統治所造成的後果，並比較了菲律宾受殖民統治前及統治後的經濟活動，表示菲律宾在受殖民統治前，菲律賓的貿易路線由當地人控制，且經濟活動也較多；但之後統治菲律宾的殖民政府則推行不鼓勵耕作的政策，且當地也充滿著剝削和經濟失序，令人們欠意願工作。

## 分类

### 人类学
人类社会常按照其首要生产方式来分类。社会学家据此分類的社会有：狩猎采集社会，游牧的畜牧社会，园艺种植、低级农业社会，以及高级农业社会（也被称为文明）。有人认为工业和后工业社会本质上不同于传统农业社会。
现代人类学家和社会科学家强烈反对这种文明发展的严格阶段的分类方法。事实上，更多的人类学研究数据证明复杂性（文明、人口增长和密度、专门化等等）并不总是采取分等级或者分阶层的组织形式。
另外，文化相對論作為普及的途徑／倫理已經廣泛代替了關於文明的原始概念，「較好／較差，或者發展過程」（包括物質文明、科技和社會組織）。
人類學家莫里斯·古德利爾認為, 與人類的生物近親（其他靈長目動物）相比，人類社會的一個關鍵性的不同之處在於雄性默認的父親角色。在人類近親那裡，雄性的父權並不是一定的。

### 社会学
美國社會學家格哈德·倫斯基根據科技、資訊交流和經濟幾個方面把社會分類為：
1. 狩獵和採集社會
2. 低級農業社會
3. 高級農業社會
4. 工業社會
5. 特殊社會（比如，漁業社會和海洋社會）

這種分類與人類學家莫頓·弗里德和綜合理論家埃爾曼·塞維斯的早期分類相似。塞維斯又根據社會不平等的變革和國家制度的地位，創建了人類文明通用的社會分類系统。這個分類系統分為以下幾個類別：
- 捕猎采集者的组合，通常人人平等；
- 部落或种族形式，有一定地位权力的高低分别；
- 有首领的分级形式；
- 文明社会，拥有不同级别的政府机关和制度，复杂的组织和级别；

此外还有：
- 人性社会，建立在人类本身之上的社会，包括信仰。
- 虛擬社會，一種在資訊時代發展起來的基於網路身份的社會。

隨著時間的推移，一些文明朝著更為复杂的組成形式發展。這種文明的發展變革對團體的模式有着深遠的影響。捕猎和採集為主的部落定居下來成為農耕村鎮，而鄉村鎮又會逐漸發展為城市，城市最终成為城邦，或者國家。
社会會依照其生存策略（人類使用技術以滿足自身需求的方式）而進行分類。人類在歷史上曾建立了許多型式的社會，不過人類學家對社會分類的方式會依社會中各族群獲得優勢（例如資源、声望或权力）的不平等程度進行分類。本質上所有社會都會有某種程度的不平等，透過社會分層，將社會上的人分成不同財富、声望或权力的不同群體。社會學家則會用較寬的分類：前工業化、工業化及後工業社會。

### 前工業化
前工業化社會中，食物的產生是主要的經濟活動，過程中伴隨著人力及動物力的投入。前工業化社會又可以依其技術水準以及產生食物的方式來分類：狩獵採集社會、畜牧社會、園藝型社會（horticultural society）、農業社會、及封建社會。

#### 狩獵採集

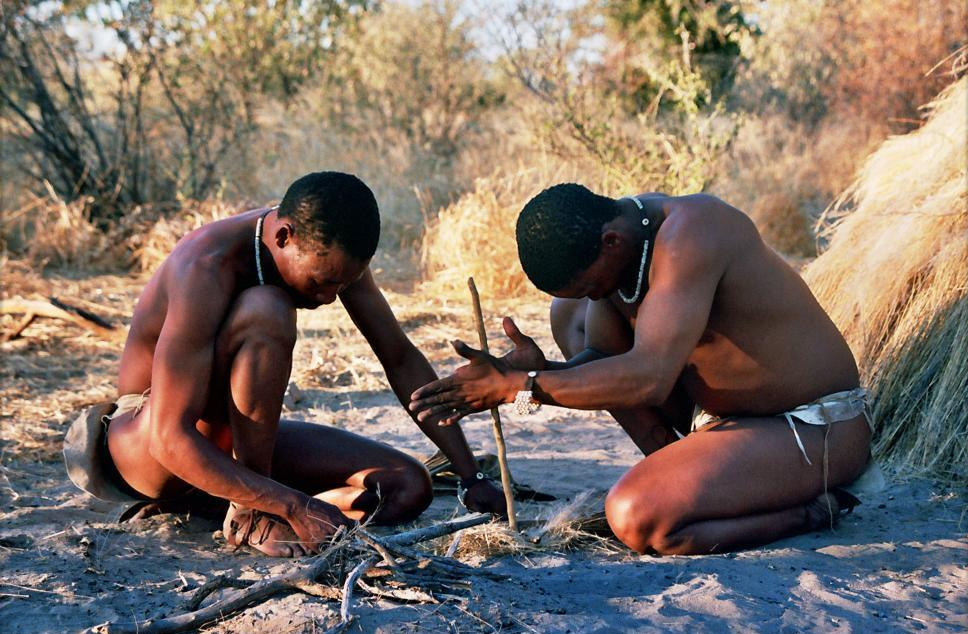
博茨瓦納的布希曼人生火

狩獵採集的主要食物來源是每天採集野生植物以及獵取野生動物。狩獵採集社會會持續的因為採集食物而遷徙，因此不會建立永久的村落，只會形成較小型的群體，例如由親屬組成的游群或是部落，較少有較多樣考古學上的遺物。有些狩獵採集社會是居住在有豐富資源的地區（例如北美的特林吉特人），會形成較大的群體，也會形成等级性的社会结构（例如酋邦）。狩獵採集社會遷徙的需要也會限制這種社會的成長，狩獵採集社會的人數一般會少於六十人，就算超過，也很少會超過一百人。和其他的社會相比，狩獵採集社會中的社會地位相對而言是較平等的，決策一般是經過大家的同意。部落之間結合的力量比領導力是非常個人魅力的，在部落社會中只會因為特定的原因才使用。狩獵採集社會沒有具有實體權力的政治組織，酋长某程度只是一個具有影響力的人，某種諮詢者，因著採集行動出現的部落合并不意味著有所謂的政府，家庭是主要的社會單位，多數的成員之間是以血緣或是婚姻而建立其關係。這種社會形態需要家庭履行大部分的社会职能，包括物品製造及教育。

#### 畜牧
畜牧社會的人不需尋找每天需要的食物，而是依靠驯养动物来满足其食物的需求。游牧社會的人也會遷徙，從一個草場移居到另一個草場，其食物來源會比狩獵採集社會要穩定很多，因此可以形成較大型的社會，而其食物供應已有剩餘，因此不需每一個人都負責製造食物。而其分工會更加複雜，例如有些人可能會是工匠，製造工具、武器及珠寶。這些物品的製造會造成社會之間的交易，交易之後有些家族所有的物品比其他的家族要多，也就會造成不平等。擁有較多物品的家族會因為其财富的累積而获得权力，而物品從上一代傳到下一代的過程也會讓財富及權力集中化。隨著時間的演進，會出現世襲的酋长，也就是畜牧社會典型的政府形式。

#### 農業

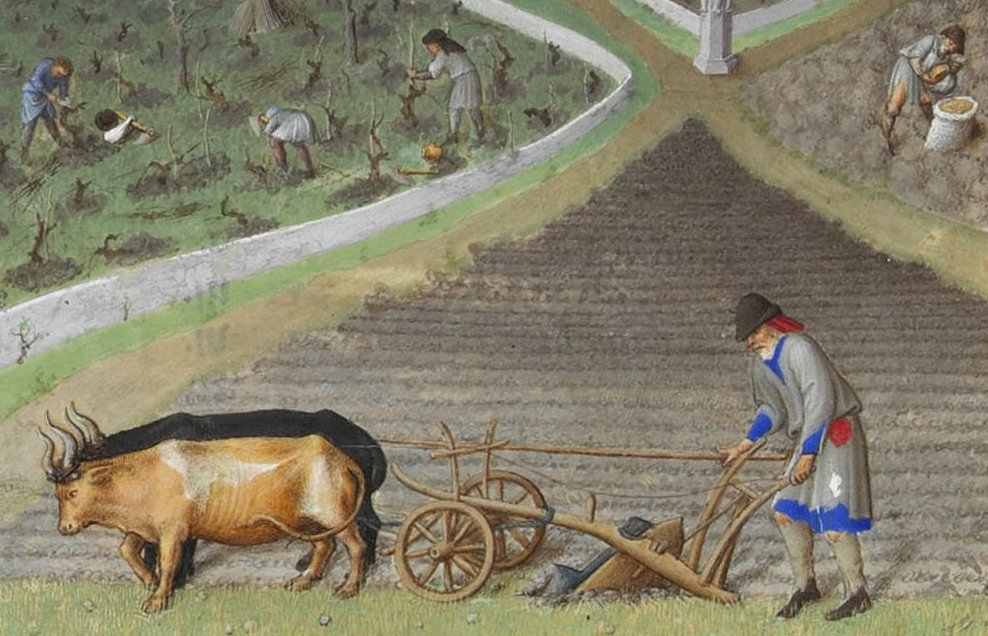
十五世紀用公牛來耕地

農業社會利用農業技術在大面積的農地上耕作作物。社會學家用新石器革命一詞來描述于8500年前出現的讓人開始种植農作物及养殖牲畜的技術變革。食物產量的提昇讓社會中人口數可以比以前更多。較多食物的剩餘，讓人們不用擔心沒有食物的問題，也讓城鎮變成可以支持統治者、教育者、手工藝人、商人及宗教領袖的貿易中心。
農業社會中的社會分層比以往更加的明顯。例如以往的社會中，女性分擔的勞務是和男性相當的，在採集社會中，女性甚至可以採集到較多的食物，因此女性有較高的社會地位。但是當食物的獲得不是問題，女性也漸漸變成男性的下屬。
當城鎮漸漸擴展到附近其他的城鎮時，不可避免的會出現不同族群之間的衝突。因此農夫提供食物給戰士，交換戰士保護他們不受外人入侵的條件。有較高統治者的社會制度也漸漸出現了，貴族管理戰士，保護社會不受外人入侵，而貴族也會讓社會中較低階層的人提供食物給貴族、戰士及其他人。

#### 園藝型
園藝型社會的食物取得方式是將森林或是叢林中清出一個區域做為園地，以其中長成的水果及蔬菜為主要食物來源。這類社會的技术分層以及社會複雜度類似游牧社會。有些園藝社會是用砍烧耕作法（slash-and-burn method）來種植作物：先將野生的植物砍下燃燒，再用植物的灰來作為新種殖作物的養份。園藝型社會會用人力以及工具，在一塊地上耕作一季或是一季以上。若土地變貧瘠時，他們就會清出鄰近的另外一塊地，將原有的地放棄，讓它逐漸恢復原有的樣貌。他們也有可能在幾年後又回到原來的地，重新砍烧耕作，種植作物。因為輪流使用其園地，園藝型社會可以在一個地區居住相當長的一段時間，也可以建立半永久性或是永久性的村莊。村莊的大小視可以種植作物區域的大小而定，人口最少到30人，最多有二千人。
在園藝型社會中，充足的食物供應讓人們可以有更加精細的分工，園藝型社會的特殊化角色包括手工藝人、巫覡（宗教領袖）及貿易者。角色的分化也讓人們可以創造各式各樣的器物。園藝型社會類似畜牧社會，因為過剩的食物會造成財富以及權力的不平等，而且因為園藝型社會定居的特性而出現不平等。

僧侶、騎士及農民，封建社會的一個例子

#### 封建社會
封建制度是一種以土地所有權為基礎的社會型式。封建制度下的農民和現今的農民不同，封建制度下的農民所耕作的地是他們領主的地。農民耕作提供食物、工藝品和其他服務給領主，換取領主提供的軍事保護。封建社會的領域等級常常是跨世代的，農民的後代長大之後也要為其領主耕作，而其領主也可能就是以前領主的後代。

### 工業化
在十五世紀及十六世紀時，新的經濟系統開始產生，取代了封建主義。資本主義的特點是自由市場的開放競爭，而生產設備工具是私有的。歐洲對美洲大陸的探索是資本主義發展的動力。引起外來金屬、絲綢及香料興起了歐洲的大型商業活動。
工業化社會在商品製造上大幅依賴利用燃料作為動力的機器。這帶來效率上的大幅提昇，工業革命帶來的生產效率提昇產生了比以前更大的剩餘。而且剩餘的不只是農產品，也包括工業製品。
工業化社會時，人口再次劇增。提昇的生產力使得更多的貨物可以製造出來，賣給所有有需要的人。不過不平等也比以前更加的嚴重。農業基礎的封建社會結束，讓許多人要離開他們原來耕種的土地，到城市找工作。這造成了勞動力的過剩，也讓資本家可以用非常低的薪資來雇用工人。

### 後工業社會
後工業社會不是以製造商品為主的社會，而是以資訊、服務及高科技為主的社會。先進的工業社會已開始增加其服務產業的比例，會較製造產業要高。美國是全世界第一個服務業人口超過總就業人口一半以上的國家。服務產業包括政府、研究、教育、醫療、業務、法律及銀行等。

## 現代新出現的用法
「社会」一詞現在已包括了一些政治及科學上的內涵，也有一些彼此之間的相關性。

### 西方社會
歐洲社會的發展也帶來了歐洲文化、政治學及其概念，又稱為「西歐社會」。以地理上來說，歐洲社會包括西歐、北美、澳洲、紐西蘭等地區，有時也包括東歐、南美及以色列。
歐洲社會的文化及生活方式都來自西歐，大體上這些國家都完全允許宗教自由、選擇民主的政府治理方式、崇尚資本主義及國際貿易，也顯著的受猶太教-基督教價值觀影響，有某種程度的政治及軍事的聯盟或是合作。

### 資訊社會

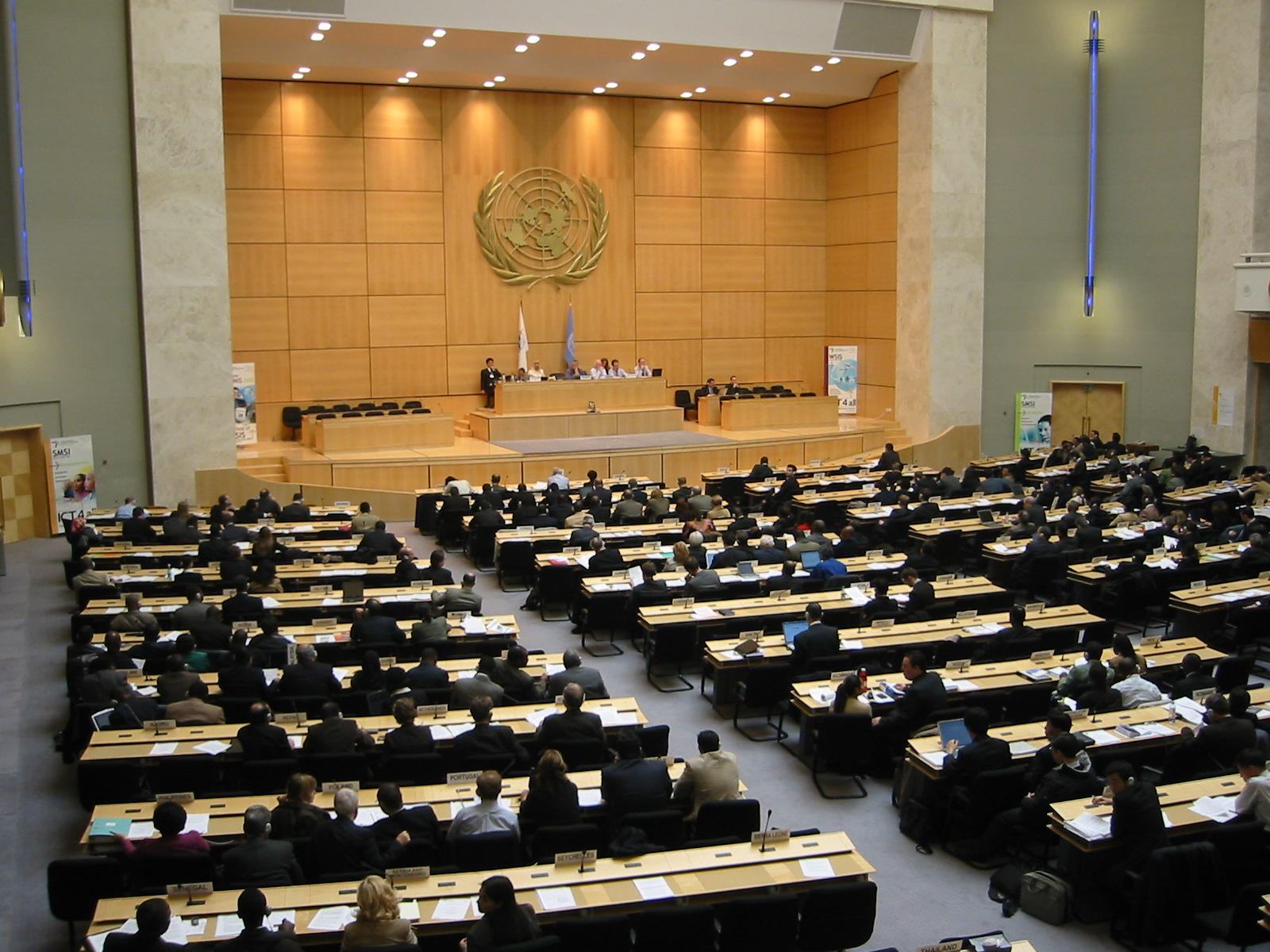
日內瓦的國際資訊社會會議

資訊社會的概念在1930年代就已經提出，不過目前對資訊社會的定義都比較偏重資訊科技對於社會及文化的衝擊。因此包括了電腦及電信設備對於家庭、工作場所、學校、政府及許多社群及組織的影響，也包括了因為電腦及電信設備而在網路空間形成的新社會形態。
歐盟關注的領域之一就是資訊社會。其中的政策是要推動開放性且競爭的數位經濟、對於信息及通信技术的研究、以及相關的應用來提昇社會包容、公共服務及生活质量。
国际电信联盟的資訊社會全球會議曾在2003年在日內瓦舉行，2005年在突尼斯市舉行，有提出了許多政策及可以採取行動的應用區域。

### 知識社會

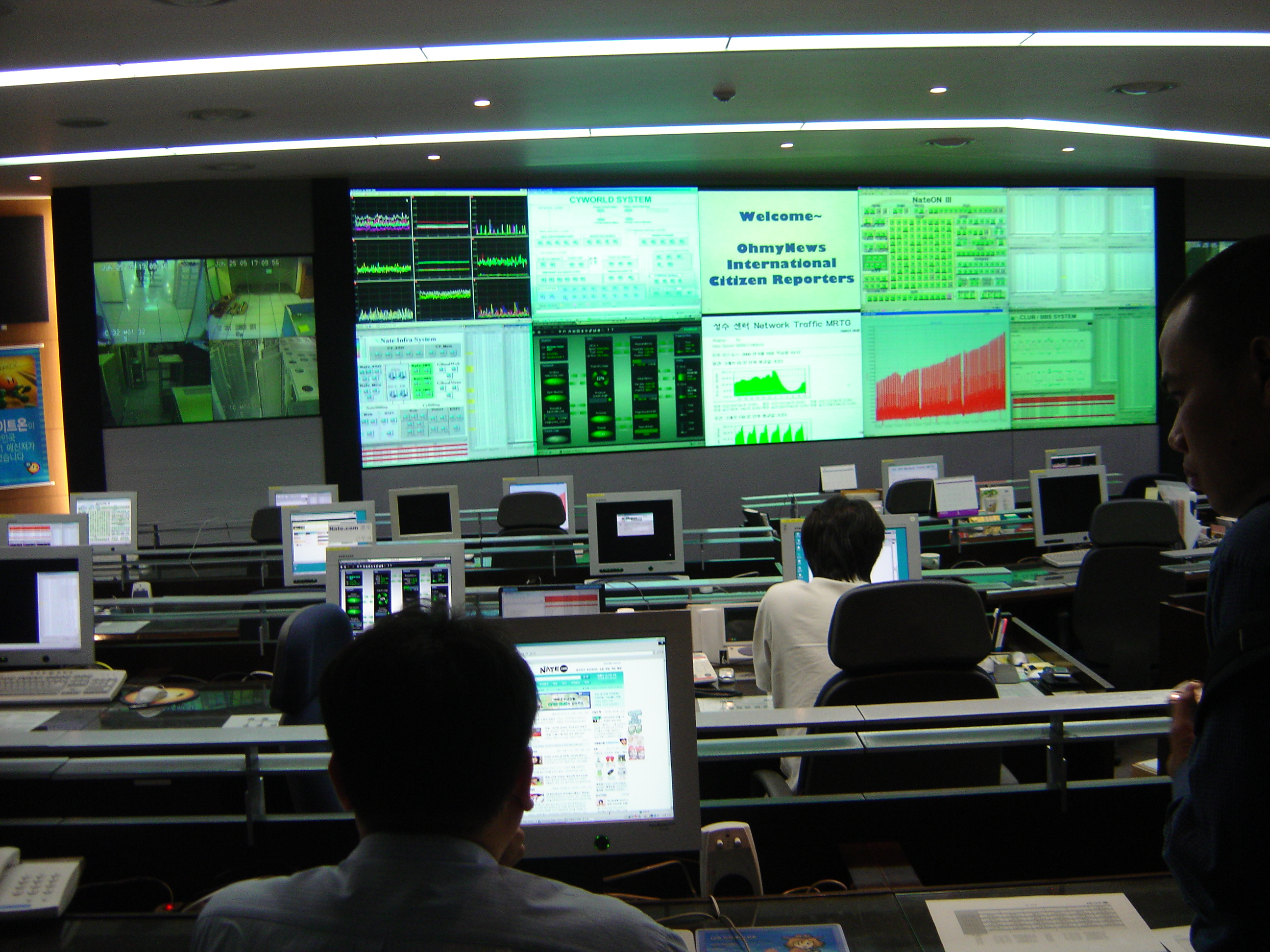
首爾Cyworld控制室

隨著21世紀開始，對於電子資訊資源的接觸越來越多也越方便，有一些關注的焦點已由資訊社會延伸到知識社會。愛爾蘭的一個分析中有提到「可以以便宜價格處理、儲存及傳送大量資料的能力，近幾年以驚人的速度成長。資訊的數位化以及網路的成長更有效的將知識應用及經濟活動相結合，甚至這些成為了產生財富的主導因素。目前多達70%至80%的經濟成長可能是來自較新及較好的知識。」
第二屆知識社會全球會議（World Summit on the Knowledge Society）在2009年9月在克里特的哈尼亚舉行，特別關注以下的議題：
- 企业级软件
- 技术增強的學習
- 社会性软件
- 文化、旅遊及科技
- 电子政务及電子民主
- 創新、可持續發展以及策略管理
- 服務科學、管理及工程
- 智能及人力资本開發
- 針對生態學及綠色經濟的信息及通信技术
- 知识社会的未来前景
- 創意產業的技術及商業模式